# فكتور فورستر
فكتور فورستر (بالتشيكية: Viktor Foerster)‏ هو نقاش فسيفسائي ‏ ورسام تشيكي، ولد في 26 أغسطس 1867 في براغ في التشيك، وتوفي بنفس المكان في 9 ديسمبر 1915.